# Sigurd Sollid
Sigurd Sollid (ur. 7 maja 1913 we Flå, zm. 13 sierpnia 1988 w Lillehammer) – norweski skoczek narciarski. Jego największym osiągnięciem jest zdobycie brązowego medalu mistrzostw świata w Chamonix w 1937. Na mistrzostwach tych uległ tylko dwóm innym Norwegom: Birgerowi Ruudowi i Reidarowi Andersenowi.

## Mistrzostwa świata
- Indywidualnie
  - 1937 Chamonix (FRA) – brązowy medal (duża skocznia)